# Gare de Nurieux
Gare de Nurieux – stacja kolejowa w Nurieux-Volognat, w departamencie Ain, w regionie Owernia-Rodan-Alpy, we Francji.
Została otwarta w 1876 r. przez Compagnie des Dombes et des chemins de fer du Sud-Es. Dziś jest przystankiem kolejowym Société nationale des chemins de fer français (SNCF), obsługiwaną przez pociągi TGV i TER Rhône-Alpes.

## Położenie
Znajduje się na wysokości 484 m n.p.m., na km 33,468 Ligne du Haut-Bugey.